# EMS VCS 3
VCS 3 (акронім від слів Voltage Controlled Studio with 3 oscillators — Студія контрольована напругою з трьома генераторами) — портативний аналоговий синтезатор з гнучкою напівмодульованою голосовою архітектурою, створений 1969 року в компанії Electronic Music Studios Пітера Зинов'єва. VCS 3 був першим «портативним» комерційно доступним синтезатором, оскільки поміщався у відносно малу дерев'яну коробку на відміну від попередніх синтезаторів, що займали цілі кімнати.